# Dith Pran
Dith Pran (født 27. september 1942 i Siem Reap, Cambodja, død 30. marts 2008 i New Jersey, USA) var en fotojournalist bedst kendt som flygtning og overlevende fra det cambodjanske holocaust igangsat af kommunistregimet Khmer Rouge. 
Han var hovedpersonen i 1984 prisbelønnede film 'Killing Fields'. Filmen fortæller historien om en journalist for New York Times, der dækker borgerkrigen i Cambodja. Her møder han fotografen Dith Pran, der har sendt sin familie i sikkerhed, mens han selv er blevet tilbage. Dith Pran blev spillet af Haing S. Ngor. 
Pran arbejdede som lokal journalist, tolk og chauffør for Sydney Schanberg, Jon Swain og andre udenlandske journalister, der blev i Cambodja for at dække hovedstaden Phnom Penhs fald til de kommunistiske Røde Khmer-styrker. Schanberg, Swain og andre udenlandske journalister fik lov til at rejse, men Pran fik ikke tilladelse til at forlade landet. Efter at Røde Khmer sendte deres egne landsmænd i slavearbejdslejre måtte Pran tilbringe fire år med sult og tortur, hvor han blev vidne til det kommunistiske folkemord, før det lykkedes 
ham at flygte til Thailand.
1976 blev Pran og New York Times-reporteren Sydney Schanberg tildelt Pulitzerprisen.
Fra 1980 arbejdede han som fotojournalist ved New York Times. Pran arbejdede for anerkendelse af de cambodjanske holocaustofre. Han modtog Ellis Islands Medal of Honor i 1998 og var grundlægger og præsident for The Dith Pran Holocaust Awareness Project. Han boede med sin familie i New Jersey.
Udenrigskorrespondenter der har arbejdet i kriseområder, husker Pran som en journalist af en speciel kategori – den lokale partner, stringeren, tolken, chaufføren, fixeren, som kender fiduserne. 